# Державна охорона сім'ї
Державна охорона сім'ї — заходи, спрямовані на захист прав сім'ї, дитинства, материнства та батьківства, створення умов для зміцнення сім'ї, моральну та матеріальну підтримку батьківства і материнства, які санкціонуються державою.
Право на сім'ю входить до першої групи особистих немайнових прав людини. Інститут сім'ї є найважливішим соціальним інститутом. Він включає систему родинних зв'язків: родинних, шлюбних, правових, господарських тощо.

## Основні напрями державної сімейної політики
Основними напрямами державної сімейної політики є:
- зміцнення сім'ї як соціального інституту і як союзу конкретних осіб;
- утвердження почуття обов'язку перед батьками, дітьми та іншими членами сім'ї; побудови сімейних відносин на паритетних засадах, на почуттях взаємної любові та поваги, взаємодопомоги і підтримки;
- забезпечення кожної дитини сімейним вихованням, можливістю духовного та фізичного розвитку.
- формування у свідомості людей розуміння важливості ролі сім'ї у житті суспільства
- формування у населення культури планування сім'ї, народження бажаної кількості дітей з урахуванням сучасного розвитку медицини, налагодження ефективної системи підготовки молоді до сімейного життя, пропагування авторитету шлюбу[2].

## Нормативно правова база державної охорони сім'ї
Право на охорону сім'ї перш за все закріплено в основному законі держави — Конституції України. Відповідно до ст. 48 КУ кожен має право на достатній життєвий рівень для себе і своєї сім'ї. Ст. 51 КУ наголошує, що шлюб ґрунтується на вільній згоді чоловіка та жінки, які мають рівні права та обов'язки у шлюбі та сім'ї.
Сімейний кодекс України займає особливе місце в регулюванні сімейних відносин. У ньому закріплені такі положення:
- добровільність шлюбного союзу між чоловіком та жінкою;
- взаємність прав та обов'язків членів сім'ї;
- регулювання сімейних відносин на засадах справедливості, добросовісності та розумності, відповідно до моральних засад суспільства;
- право на судовий захист кожного члена сім'ї [Архівовано 11 вересня 2017 у Wayback Machine.].

Регулювання сімейних відносин здійснюється також за допомогою інших нормативно-правових актів, як розпорядження Президента України «Про невідкладні заходи щодо надання допомоги багатодітним сім'ям», «Про заходи щодо поліпшення становища багатодітних сімей», «Про додаткові заходи щодо посилення соціального захисту багатодітних та неповних сімей» тощо.